# Primula orbicularis
Primula orbicularis är en viveväxtart som beskrevs av William Botting Hemsley. Primula orbicularis ingår i släktet vivor, och familjen viveväxter. Inga underarter finns listade i Catalogue of Life.